# Cottonport
Cottonport är en kommun (town) i Avoyelles Parish i Louisiana. Vid 2010 års folkräkning hade Cottonport 2 006 invånare.